# Naaba Siguiri
Naaba Suguiri (mort le 16 février 1905) était un roi (Mogho Naaba) de Ouagadougou au Burkina Faso, intronisé comme 33e Mogho Naaba.

## Biographie
Après la prise de Ouagadougou par les troupes françaises de la colonne Voulet-Chanoine le 1er septembre 1896, le Mogho Naaba Wobgho est chassé de son palais. Des négociations débutent entre les forces coloniales et le collège électoral Mossi afin de trouver un successeur au souverain qui s'était réfugié dans les territoires contrôlés par les Anglais. L'un de ses frères, Mazi, est pressenti comme futur souverain, mais le 15 janvier 1897 il est retrouvé mort : assassiné selon les Français, ou suicidé selon la version officielle mossi. Le lieutenant Voulet proclame le 21 janvier 1897 la déposition du Mogho Naaba Wobgho et son jeune frère Mamadou est intronisé sous le nom de règne de Mogho Naaba Siguiri le 28 janvier suivant. Ce dernier meurt dès le 16 février 1905 et son successeur est désigné par l'administration française en la personne de son fils Saidou Congo, qui est élevé au trône sous le nom de Mogho Naaba Koom II.

## Source
- Yamba Tiendrebeogo dit Naaba Abgha, « Histoire traditionnelle des Mossi de Ouagadougou », Journal des africanistes, t. 33, fasc. 1,‎ 1963, p. 7-46 (ISSN 0399-0346, e-ISSN 1957-7850, DOI 10.3406/jafr.1963.1365).